# K010
簡単ケータイ K010（かんたんけーたい けーぜろいちぜろ）は、京セラが日本国内向けに開発した、auブランドを展開するKDDIおよび沖縄セルラー電話のCDMA 1X WIN対応携帯電話である。製造型番はKY010（けーわい ぜろいちぜろ）。

## 概要
- 携帯初心者から高齢者までの幅広いユーザー層を対象にした音声用端末であるK008の後継機種。K005およびK008同様、IPX5/IPX7相当の防水機能および防塵機能に対応している。また、今回は既存のK008に対しカメラ機能がある程度強化されている。
- 健康歩数計は通信料をかけずに利用でき、消費カロリー計算、目的に合わせたウォーキングを選択できるなど多機能。

## 沿革
- 2011年（平成23年）5月17日 - KDDI、および京セラより公式発表。
- 2011年5月27日 - 中部・北陸・中国・四国・九州地区にて発売。
- 2011年5月28日 - 北海道・東北・関東・関西地区にて発売。
- 2011年6月2日 - 沖縄地区にて発売。
- 2012年（平成24年）7月22日 - L800MHz帯（旧800MHz帯・CDMA Band-Class 3）によるサービスの停波によりそれ以降はN800MHz（新800MHz帯・CDMA Band-Class 0）帯および2GHz（CDMA Band-Class 6）帯の各サービスで利用する事となる。

## 対応サービス
- すぐ文字®
- でか文字
- ラッピングメール
- エモーションメール®
- 漢字チェック
- ワンタッチ文字サイズ切替
- ワンタッチ絵文字
- 長持ちモード
- とじるとロック
- 遠隔ロック
- 遠隔マナー解除
- 自動マナー
- ICレコーダー
- カウントダウンタイマー
- グラフィックメモ
- 毎日歩数通知機能
- 音声読み上げ機能
- 音声認識機能
- 「自動でライト」かんたんカメラ設定
- 「自動で壁紙」機能

など
| 主な対応サービス                                                                        | 主な対応サービス                                        | 主な対応サービス                          | 主な対応サービス                                     |
| --------------------------------------------------------------------------------------- | ------------------------------------------------------- | ----------------------------------------- | ---------------------------------------------------- |
| LISMO! (着うたフル) (着うたフルプラス) (LISMOビデオクリップ) (LISMO Video) (LISMO Book) | 着うた／着うたミニ (ハイクオリティステレオ(HE-AAC)対応) | EZケータイアレンジ ティーンズモード       | Bluetooth                                            |
| EZチャンネルプラス                                                                      | EZニュースフラッシュ EZニュースEX （EZweb版のみ対応）   | Touch Message                             | EZFeliCa                                             |
| PCサイトビューア                                                                        | じぶん銀行アプリ                                        | EZアプリ(B)                               | オープンアプリプレイヤー                             |
| ケータイ de PCメール                                                                    | デコレーションメール                                    | デコレーションアニメ                      | au one メール                                        |
| EZナビウォーク                                                                          | EZ助手席ナビ                                            | 安心ナビ                                  | 災害時ナビ 緊急地震速報                              |
| 移動経路通知                                                                            | 居場所通知 フェイク着信                                 | グローバルパスポート （レンタルサービス） | au Smart Sports （Karada Manager） (Run&Walk) (Golf) |
| Wi-Fi WIN (無線LAN) auフェムトセル                                                      | 赤外線通信 (IrDA)                                       | au BOX                                    | PCドキュメントビューアー                             |

など